# Красная Пойма
Кра́сная По́йма — посёлок в Городском округе Луховицы Московской области. В 1994—2006 годах — административный центр Краснопоймовского сельского округа, в 2005—2017 гг. сельского поселения Краснопоймовское, с 2017 года входит в состав Городского округа Луховицы.
Население — 3510 чел. (2021).

## География
- Расстояние от административного центра района — города Луховицы
  - 5,5 км на северо-восток от центра города
  - 3,5 км по дороге от границы города

## Население
| 2002 | 2006  | 2010  | 2021  |
| ---- | ----- | ----- | ----- |
| 3139 | ↘3110 | ↘3051 | ↗3510 |

## Известные уроженцы, жители
Директором совхоза «Красная Пойма» до ареста в 1937 году работал Панафидин, Иван Дмитриевич (1888—1937).

## Инфраструктура

### Предприятия
Федеральное государственное унитарное предприятие «ПОЙМА» и уникальный в России животноводческий комплекс ЗАО «Красная пойма» (три фермы по 400 коров в каждой и два доильных зала).

### Образование
В посёлке находится «Луховицкий аграрно-промышленный техникум», Краснопоймовская средняя общеобразовательная школа, детский сад

## Достопримечательности
В селе выстроена (1996—2000) церковь Иконы Божией Матери Спорительница Хлебов.